# Un loup est un loup
Un loup est un loup est le deuxième roman de Michel Folco paru en 1995.
Sans être vraiment la suite du premier livre de Folco, l'histoire se déroule dans un contexte géographique et historique proche. En effet, c'est deux générations plus tard et dans un bourg voisin que Folco inscrit sa narration.
De nombreux éléments abordés dans le premier livre sont repris : les descendants de Justinien Pibrac, bourreau dans Dieu et nous seuls pouvons, interviennent dans l'intrigue ; les relations entre les nobles de la famille Armogaste et ceux de la famille Boutefeux sont rappelées, rendant l'ensemble de l'œuvre littéraire de Folco riche et cohérent.
Cette œuvre historique permet donc de se pencher, à travers le récit de la vie de quintuplés dont le principal personnage est Charlemagne Tricotin, sur de nombreux sujets tels que les relations des nobles et des habitants des bourgs (compliquées par les rivalités avec les « Maisons » et les régiments de l'armée du Roi), les nombreuses croyances populaires (concernant entre autres les loups-garous) et les métiers, bien évoqués grâce à de très riches descriptions (le métier de bourreau, de maréchal ferrant, de sabotier, de piqueur, ainsi que l'univers de la vénerie)...
Michel Folco poursuit l'histoire de la fratrie Tricotin à travers deux romans : En avant comme avant ! (2001) et Même le mal se fait bien (2008). Ce dernier traite cependant uniquement de la descendance de Charlemagne.